# Меґан Розенблум
Меґан Каррен Розенблум (англ. Megan Curran Rosenbloom) — американська медична бібліотекарка та експертка з антроподермічної бібліопегії — практики оправлення книг у людську шкіру. Вона є членкинею команди проєкту «Антроподермічна книга» (англ. The Anthropodermic Book Project) — групи, яка науковими методами перевіряє книги, оправлені у шкіру, щоб визначити, чи ця шкіра є дійсно людською.

## Освіта
2004 року Розенблум здобула ступінь бакалавра мистецтвознавства в університеті Дрекселя, а 2008 року — ступінь магістра бібліотечних та інформаційних наук у Пітсбурзькому університеті.

## Кар'єра
Розенблум працює бібліотекаркою в медичній бібліотеці Норріса (англ. Norris Medical Library) в Університеті Південної Каліфорнії та редакторкою некрологів для журналу «Асоціації медичних бібліотек».
Завдяки своїй бібліотечній роботі Розенблум отримала доступ до великої кількості старих і рідкісних медичних книг, які також стосувалися смерті. Вона почала читати публічні лекції про те, як історія медичного прогресу переплітається з використанням безіменних трупів і познайомилася з Кейтлін Дауті (англ. Caitlin Doughty); разом вони організовують «Салони смерті» (англ. Death Salon). Розенблум вважає, що чим більше люди заперечують неминучість смерті, «тим більше люди психічно страждають, коли це відбувається в їхньому житті». Вона співзасновниця і керує «Салонами смерті», заходами «Ордену Доброї смерті», де люди можуть розмовляти та дискутувати з іншими про смерть. «Салони смерті» — це суміш приватних ділових заходів «Ордену Доброї смерті» та публічних заходів, які відбуваються майже щорічно з 2013 року.
Як членкиня команди проєкту «Антроподермічна книга», Розенблум та її колеги Даніель Кірбі (англ. Daniel Kirby), Річард Гарк (англ. Richard Hark) та Анна Доді (англ. Anna Dhody) використовують відбитки пептидної маси (PMF), щоб визначити, чи оправа книг має людське походження. Розенблум є частиною команди, яка працює над тим, щоб переконати бібліотеки рідкісних книг перевірити свої книги.

## Публікації
- Rosenbloom, Megan (Summer 2016). A Book by its Cover: Identifying & Scientifically Testing the World's Books Bound in Human Skin (PDF). The Watermark: Newsletter of the Archivists and Librarians in the History of the Health Sciences. 39 (3): 20—22. ISSN 1553-7641. Архів оригіналу (PDF) за 7 травня 2019. Процитовано 2 травня 2020.
- Rosenbloom, Megan (19 жовтня 2016). A Book by Its Cover. Lapham’s Quarterly (англ.). Архів оригіналу за 24 липня 2019. Процитовано 24 грудня 2018.
- Rosenbloom, Megan (2020). Dark Archives: A Librarian's Investigation into the Science and History of Books Bound in Human Skin. Farrar, Straus and Giroux. ISBN 9780374134709. Архів оригіналу за 6 лютого 2020. Процитовано 5 лютого 2020.

## Виноски
1. ↑  Бібліотека Конгресу — Library of Congress.
2. ↑  Goodreads — 2006.
3. ↑  Montenegro A. ORCID Public Data File 2023 — 2023. — doi:10.23640/07243.24204912.V1
4. ↑  Montenegro A. ORCID Public Data File 2023 — 2023. — doi:10.23640/07243.24204912.V1
5. ↑  http://www.orderofthegooddeath.com/members
6. ↑  About Megan Rosenbloom. meganrosenbloom.com. Архів оригіналу за 20 червня 2021. Процитовано 27.03.2020.
7. ↑  The Team. The Anthropodermic Book Project. 19.20.2015. Архів оригіналу за 28 січня 2021. Процитовано 05.02.2020.
8. ↑  Dark Archives – Megan Rosenbloom. US Macmillan. 14 червня 2016. Архів оригіналу за 5 квітня 2021. Процитовано 05.02.2020.
9. ↑  Journal, Library (16.03.2016). Megan Rosenbloom – Movers & Shakers 2016 – Educators. Library Journal. Архів оригіналу за 10 квітня 2021. Процитовано 05.02.2020.
10. 1 2  Price, Sallyann (22.10.2019). Newsmaker: Megan Rosenbloom. American Libraries Magazine. Архів оригіналу за 28 травня 2021. Процитовано 05.02.2020.
11. ↑  About Us. Death Salon. 04.11.2013. Архів оригіналу за 13 квітня 2021. Процитовано 05.02.2020.
12. ↑  Hayasaki, Erika (25.10.2013). Death Is Having a Moment. The Atlantic. Архів оригіналу за 27 липня 2021. Процитовано 06.02.2020.
13. ↑  Megan Rosenbloom. USC Libraries. Архів оригіналу за 23 серпня 2020. Процитовано 05.02.2020.
14. ↑  O'Connor, Kim (16 травня 2013). A Profile of the Order of the Good Death. Pacific Standard. Архів оригіналу за 27 квітня 2021. Процитовано 06.02.2020.
15. ↑  Ortiz, Jen (21.10.2019). Death Positivity Movement – I'm Afraid of Dying. Marie Claire. Архів оригіналу за 28 січня 2021. Процитовано 06.02.2020.
16. 1 2  Davis, Simon (19.10.2015). The Quest to Discover the World's Books Bound in Human Skin. Mental Floss. Архів оригіналу за 2 травня 2021. Процитовано 06.02.2020.